# Iszaku
Az Iszaku (遺作; Hepburn: Isaku) egy hentai túlélőhorror videójáték, ami 1995-ben jelent meg DOS-ra. A Windows-verzió és a folytatás, a Suszaku 1997-ben jelent meg. A Suszaku folytatása, a Kiszaku 2001-ben jelent meg PC-re. Egy a játékokon alapuló animesorozat is készült 1997-ben.

## Történet és játékmenet
A játék célja, hogy a játékos és társai megszökjenek egy bezárt iskolaépületből, ugyanakkor elkerüljék, hogy Iszaku, a gonosz gondnok elkapja őket.
A játékos Kenta, egy középiskolás diák szerepét veszi át, akit Iszaku csapdába ejt osztálytársaival és tanáraival az elhagyatott iskolaépület negyedik emeletén. Az egyetlen kivezető út a lépcső, mivel minden emeleten be vannak zárva az ajtók. A játékosnak át kell kutatnia a szobákat, hogy nyomokat és tárgyakat találjon a lépcsőház kulcsának megtalálásához.
A keresés során a játékosnak ügyelnie kell, hogy Iszaku ne rabolja el társait, különösképpen a lányokat. Ugyanúgy el lehet szökni, ha Iszaku elkapja egy (vagy több) társát, de ilyenkor nem szerezhető meg egyik „jó” megnyerés sem. Ha egy szereplőt elrabol Iszaku, akkor a játékos találhat egy videókazettát, amin az látható, hogy Iszaku miként erőszakolja meg áldozatát.
Ugyan a játék alapvetően egy rejtvényfejtő játék, azonban randiszimulátorok elemeit is integrálták, ennek köszönhetően a játékos kiválaszthatja, hogy a játék végén két lány közül melyikkel kerül romantikus viszonyba.